# MTV Wallonia
MTV Wallonia est une chaîne de télévision thématique commerciale privée de la Fédération Wallonie-Bruxelles, appartenant au groupe Viacom International Media Networks Europe. Il s'agit de la déclinaison belge francophone de MTV.

## Histoire de la chaîne
Le 14 juillet 2006, MTV Wallonia est lancée et son canal est divisé en deux, en proposant ainsi une nouvelle chaîne : Nickelodeon et création de MTV Networks Belgium.
Le 3 juillet 2008, le CSA autorise MTV Networks Wallonia SPRL à diffuser, en Communauté française de Belgique, MTV Wallonia,. Cette autorisation est alors valable pour une durée de neuf ans.
Le 1er avril 2011, MTV Networks Wallonia SPRL disparaît. Sa direction retourne alors à MTV Networks Belgium.
Le 4 octobre 2011, les chaînes Nickelodeon et MTV sont scindées, sur les plateformes numériques seulement. MTV retrouve ainsi un canal propre.
Le 1er janvier 2012, MTV Networks devient Viacom International Media Networks.

### Identité visuelle (logo)

Logo de MTV Wallonia du 14 juillet 2006 au 30 juin 2011
Logo de MTV Wallonia du 1er juillet 2011 au 14 septembre 2021
Logo de MTV Wallonia depuis le 14 septembre 2021

## Diffusions

### Plateformes numériques
Pour la diffusion numérique, chaque chaînes disposent d'un canal assurant donc une transmission 24h/24.
- Proximus Pickx
  - Nickelodeon : n° 146
  - MTV n° 184
  - Nick Junior n° 157

- VOO
  - Nickelodeon n° 66
  - MTV n° 110
  - Nick Junior n° 65

- Numericable
  - Nickelodeon n° ??
  - MTV n° ??

## Organisation

### Capital
MTV Wallonia appartient à 100 % au groupe Viacom International Media Networks Europe.